# Orotato fosforribosiltransferasa
Orotato fosforribosiltransferasa, es una enzima implicada en la biosíntesis de pirimidina. Esta catáliza la formación de ácido ortodilico (OMP) a partir de ácido orótico y pirofosfato de fosforibosilo. En levaduras y bacterias, la orotato de fosforibosiltransferasa es una enzima independiente con un gen único que codifica la proteína, mientras que en mamíferos y otros  organismos pluricelulares, la función catalítica la lleva a cabo un dominio de la enzima bifuncional UMP sintasa (UMPS).
Es la enzima responsable de la unión del orotato (o ácido orótico) con el PRPP (5-fosfo-α-D-ribosil-1-pirofosfato), proveniente de la ribosa-5-fosfato de la ruta de las pentosas fosfato, para formar el nucleótido Orotidato u OMP (orotidín monofosfato u orotidina monofosfato).
Los defectos en la orotato fosforibosiltransferasa se encuentran implicados en numerosas afecciones médicas. Los defectos en el dominio de orotato de fosforibosiltransferasa de UMPS causan aciduria orótica en humanos, que es una enfermedad metabólica hereditaria rara que resulta de problemas con el metabolismo de la pirimidina.  
Puede provocar anemia megaloblástica y cristaluria del ácido orótico, que se asocia con impedimentos físicos y mentales.  La aciduria orótica se informó por primera vez en 1959 cuando se encontró un exceso de ácido orótico en la orina de un bebé. Cuando los individuos tienen una mutación que conduce a la pérdida de la actividad de orotato de fosforibosiltransferasa y, por lo tanto, a la producción de UTP, el ácido orótico se acumula y puede llegar a 1.5 g / día en la orina infantil.  Esto se debe a que UTP es el producto final normal en individuos sanos en la vía sintética de pirimidina y normalmente regula la vía.  La acumulación de ácido orótico puede provocar precipitación en el riñón y, finalmente, insuficiencia renal. 
Del mismo modo, en el ganado Holstein, la deficiencia de UMPS es causada por un trastorno autosómico que conduce a la muerte de la descendencia en el estado embrionario temprano.